# Теодорово (Підляське воєводство)
Теодорово (пол. Teodorowo) — село в Польщі, у гміні Заблудів Білостоцького повіту Підляського воєводства.
У 1975-1998 роках село належало до Білостоцького воєводства.